# Ergebnisse der Kommunalwahlen in Freital
Im Folgenden werden die Ergebnisse der Kommunalwahlen in Freital aufgelistet. Es werden im ersten Teil die Ergebnisse der Freitaler Stadtratswahlen ab 1990 angegeben. Im zweiten Teil stehen die Ortschaftsratswahlergebnisse ab 1994. Ortschaftsräte wurden in Wurgwitz ab 1994, in Kleinnaundorf und Pesterwitz ab 1999 und in Weißig ab 2004 gewählt. Der dritte Teil dieser Übersicht enthält die Ergebnisse der Bürgermeisterwahlen seit 2001.

## Abkürzungen
- AfD: Alternative für Deutschland
- BfF: Bürger für Freital
- BfPw: Bündnis für Pesterwitz
- BIPw: Bürgerinitiative Pesterwitz
- BIW: Bürgerinitiative Wurgwitz
- CDU: Christlich Demokratische Union Deutschlands
- DIE LINKE: Die Linke
  - bis 2004 PDS: Partei des Demokratischen Sozialismus
- DSU: Deutsche Soziale Union
- FORUM: Neues Forum
- FDP/F.D.P.: Freie Demokratische Partei
- FS: Freie Sachsen
- FWF: Freie Wähler Freital
- GRÜNE: Bündnis 90/Die Grünen
- KM: Konservative Mitte
- NPD: Nationaldemokratische Partei Deutschlands
- ORW: Wählervereinigung Ortschaftsrat Weißig
- ProW: Pro Weißig
- REP: Die Republikaner
- SPD: Sozialdemokratische Partei Deutschlands
- WV: Wählervereinigungen

## Stadtratswahlen
Von 1990 bis 2014 ist die CDU stets als stärkste Kraft aus den Wahlen hervorgegangen, verlor aber zwischen 2004 und 2019 etwa 30 Prozentpunkte an Stimmanteil, sodass 2019 erstmals die AfD vorn lag. Hinter der CDU rangierte 1990, 1999 und 2004 die PDS (heutige Linkspartei), 1994 war die SPD zweitstärkste Fraktion im Stadtrat. Bei den Wahlen 2009 und 2014 erreichen die „Bürger für Freital“ die zweitbesten Ergebnisse bei den Wahlen. Die Wahlbeteiligung sank zwischen 1990 und 2009 kontinuierlich von 71,8 % auf 48,8 %, stabilisierte sich 2014 auf 49,1 % und stieg 2019 wieder auf über 60 % an.

### 1990
| Wahlberechtigte | Wahlbeteiligung | Ungültige Stimmzettel | Ergebnisse der Parteien | Ergebnisse der Parteien | Ergebnisse der Parteien | Ergebnisse der Parteien | Ergebnisse der Parteien | Ergebnisse der Parteien | Ergebnisse der Parteien |
| Wahlberechtigte | Wahlbeteiligung | Ungültige Stimmzettel | CDU                     | PDS                     | SPD                     | DSU                     | FORUM                   | F.D.P                   | Sonstige                |
| --------------- | --------------- | --------------------- | ----------------------- | ----------------------- | ----------------------- | ----------------------- | ----------------------- | ----------------------- | ----------------------- |
| 31.476          | 71,8 %          | 5,3 %                 | 46,7 %                  | 14,4 %                  | 12,6 %                  | 9,3 %                   | 5,7 %                   | 4,4 %                   | 6,9 %                   |

Die erste Stadtratswahl nach der Wende fand am 6. Mai 1990 statt. Bei einer Wahlbeteiligung von 71,8 % gewann die CDU mit 46,7 %, gefolgt von der PDS mit 14,4 % und der SPD mit 12,6 %. Die DSU erreichte 9,3 % der gültigen Stimmen, das Neue Forum 5,7 % und die F.D.P erreichte 4,4 %. 6,9 % der Stimmen gingen an sonstige Vereinigungen.

### 1994
| Wahlberechtigte | Wahlbeteiligung | Ungültige Stimmzettel | Ergebnisse der Parteien | Ergebnisse der Parteien | Ergebnisse der Parteien | Ergebnisse der Parteien | Ergebnisse der Parteien | Ergebnisse der Parteien | Ergebnisse der Parteien | Ergebnisse der Parteien |
| Wahlberechtigte | Wahlbeteiligung | Ungültige Stimmzettel | CDU                     | SPD                     | PDS                     | GRÜNE                   | FORUM                   | BI                      | F.D.P                   | DSU                     |
| --------------- | --------------- | --------------------- | ----------------------- | ----------------------- | ----------------------- | ----------------------- | ----------------------- | ----------------------- | ----------------------- | ----------------------- |
| 30.122          | 66,7 %          | 5,3 %                 | 39,9 %                  | 27,3 %                  | 16,2 %                  | 4,3 %                   | 3,9 %                   | 3,3 %                   | 2,6 %                   | 2,5 %                   |

Die Gemeinderatswahlen fanden sachsenweit am 12. Juni 1994 statt, so auch in Freital. Die CDU ging mit 39,9 % der gültig abgegebenen Stimmen erneut als stärkste Kraft im Stadtrat hervor, büßte jedoch 6,8 Prozentpunkte im Vergleich zu 1990 ein. Die SPD konnte ihr Wahlergebnis von 1990 um 14,7 Prozentpunkte auf 27,3 % steigern und wurde zweitstärkste Partei. Auf dem dritten Platz befand sich die PDS, die sich um 1,8 Prozentpunkte auf 16,2 % steigerte. Die erstmals angetretenen Grünen erreichten 4,3 % der Stimmen. Die Bürgerinitiative Wurgwitz kam auf 3,3 %. Einbußen im Vergleich zu 1990 mussten F.D.P., DSU und das Neue Forum hinnehmen.
Zur Wahl waren etwa 1300 Personen weniger berechtigt als 1990. Die Wahlbeteiligung lag bei 66,7 % und damit 5,1 Prozentpunkte niedriger als vor vier Jahren. Die Quote an ungültigen Stimmzetteln blieb mit 5,3 % unverändert.

### 1999
| Wahlberechtigte | Wahlbeteiligung | Ungültige Stimmzettel | Ergebnisse der Parteien | Ergebnisse der Parteien | Ergebnisse der Parteien | Ergebnisse der Parteien | Ergebnisse der Parteien | Ergebnisse der Parteien | Ergebnisse der Parteien |
| Wahlberechtigte | Wahlbeteiligung | Ungültige Stimmzettel | CDU                     | PDS                     | SPD                     | WV                      | REP                     | GRÜNE                   | F.D.P                   |
| --------------- | --------------- | --------------------- | ----------------------- | ----------------------- | ----------------------- | ----------------------- | ----------------------- | ----------------------- | ----------------------- |
| 32.241          | 50,8 %          | 3,9 %                 | 45,1 %                  | 18,3 %                  | 16,4 %                  | 11,4 %                  | 4,2 %                   | 2,3 %                   | 2,3 %                   |

Bei der Stadtratswahl am 13. Juni 1999 wurde die CDU zum dritten Mal seit 1990 stärkste Kraft, im Vergleich zur letzten Wahl mit deutlicher Mehrheit. Sie erreichte 45,1 % der gültigen Stimmen. Dahinter rangierten die PDS wieder als zweitstärkste Kraft (18,3 %) und die SPD (16,4 %), die sich um 10,9 Prozentpunkte verschlechterte. Hinter die SPD kamen die Wählervereinigungen Bürger für Freital und Bürgerinitiative Wurgwitz, vor den erstmals angetretenen Republikanern (4,2 %). F.D.P und Grüne verschlechterten ihr Ergebnis der letzten Wahl und kamen jeweils auf 2,3 % der gültigen Stimmen.
Durch die Eingemeindung von Pesterwitz waren etwa 2000 Personen mehr wahlberechtigt als 1994. Die Wahlbeteiligung lag bei 50,8 % und damit deutlich unter den Werten der letzten Wahlen. Die prozentuale Anzahl der ungültigen Stimmzettel ging leicht zurück.

### 2004
| Wahlberechtigte | Wahlbeteiligung | Ungültige Stimmzettel | Ergebnisse der Parteien | Ergebnisse der Parteien | Ergebnisse der Parteien | Ergebnisse der Parteien | Ergebnisse der Parteien | Ergebnisse der Parteien | Ergebnisse der Parteien |
| Wahlberechtigte | Wahlbeteiligung | Ungültige Stimmzettel | CDU                     | PDS                     | SPD                     | BfF                     | REP                     | GRÜNE                   | FDP                     |
| --------------- | --------------- | --------------------- | ----------------------- | ----------------------- | ----------------------- | ----------------------- | ----------------------- | ----------------------- | ----------------------- |
| 32.400          | 48,8 %          | 3,1 %                 | 53,8 %                  | 14,0 %                  | 11,6 %                  | 8,1 %                   | 6,7 %                   | 3,3 %                   | 2,4 %                   |

Die Stadtratswahl 2004 fand in Sachsen wieder am 13. Juni statt. Die CDU erneut steigern, sie vereinte über die Hälfte der abgegebenen Stimmen auf sich und erreichte so 53,8 %. PDS und SPD, die auf dem zweiten und dritten Platz landeten, verloren beide rund 5 Prozentpunkte und erreichten somit 14 % bzw. 11,6 % der Stimmen. Auch die Bürger für Freital fuhren Verluste ein, sie kamen auf 8,1 %. Dahinter platzierten sich die Republikaner (6,7 %), die Grünen (3,3 %) und die FDP (2,4 %).
Es waren etwa gleich viele Menschen stimmberechtigt wie 1999. Trotzdem sank die Wahlbeteiligung erneut, auf 48,8 %. Die Quote der ungültigen Stimmen sank wieder leicht.

### 2009
| Wahlberechtigte | Wahlbeteiligung | Ungültige Stimmzettel | Ergebnisse der Parteien | Ergebnisse der Parteien | Ergebnisse der Parteien | Ergebnisse der Parteien | Ergebnisse der Parteien | Ergebnisse der Parteien | Ergebnisse der Parteien |
| Wahlberechtigte | Wahlbeteiligung | Ungültige Stimmzettel | CDU                     | BfF                     | Linke                   | SPD                     | FDP                     | NPD                     | GRÜNE                   |
| --------------- | --------------- | --------------------- | ----------------------- | ----------------------- | ----------------------- | ----------------------- | ----------------------- | ----------------------- | ----------------------- |
| 32.883          | 45,6 %          | 2,9 %                 | 42,0 %                  | 16,0 %                  | 13,4 %                  | 10,3 %                  | 8,5 %                   | 5,6 %                   | 4,2 %                   |

Die Stadtratswahl am 7. Juni 2009 brachte der Freitaler CDU einen Stimmverlust von rund 12 Prozentpunkten ein. Trotzdem wurde sie wieder stärkste Kraft, vor den „Bürgern für Freital“, die auf 16 % der Stimmen kamen. Dahinter Linkspartei (vormals PDS) und SPD mit geringen Verlusten zu 2004. Die FDP konnte ihr Ergebnis um etwa 6 Prozentpunkte steigern und kam auf 8,5 % der gültigen Stimmen. Dahinter lagen die erstmals angetretene NPD mit 5,6 % und die Grünen mit 4,2 %.
Von den 32.883 Wahlberechtigten nahmen 45,6 % an der Stadtratswahl teil, das sind noch einmal 2 Prozentpunkte weniger als 2004. Die prozentuale Anzahl der ungültigen Stimmzettel ging weiter zurück und lag 2009 nur noch bei 2,9 %.

### 2014
| Wahlberechtigte | Wahlbeteiligung | Ungültige Stimmzettel | Ergebnisse der Parteien | Ergebnisse der Parteien | Ergebnisse der Parteien | Ergebnisse der Parteien | Ergebnisse der Parteien | Ergebnisse der Parteien | Ergebnisse der Parteien | Ergebnisse der Parteien |
| Wahlberechtigte | Wahlbeteiligung | Ungültige Stimmzettel | CDU                     | BfF                     | Linke                   | SPD                     | AfD                     | GRÜNE                   | FDP                     | NPD                     |
| --------------- | --------------- | --------------------- | ----------------------- | ----------------------- | ----------------------- | ----------------------- | ----------------------- | ----------------------- | ----------------------- | ----------------------- |
| 32.846          | 49,1 %          | 2,2 %                 | 31,9 %                  | 22,9 %                  | 12,4 %                  | 10,9 %                  | 9,6 %                   | 4,3 %                   | 4,0 %                   | 4,0 %                   |

Am 25. Mai 2014 fanden in Freital die sechsten Kommunalwahlen nach 1990 statt. Die CDU musste erneut einen starken Wählerrückgang von etwa 10 %p (2009: −12 %p) verkraften, wurde aber mit 31,9 % der abgegebenen Stimmen immer noch stärkste Kraft im neuen Stadtrat. Die Bürger für Freital konnten sich um weitere acht Prozentpunkte steigern und kamen auf 22,9 %. Die Linkspartei verlor einen Prozentpunkt, die SPD gewann leicht hinzu. Beide Parteien bekamen über zehn Prozent der Stimmen. Die erstmals angetretene AfD konnte 9,6 % erreichen. Sie ist durch die Bildung einer eigenen Fraktion durch vier ehemalige CDU-Mitglieder aber bereits vor der Wahl im Stadtrat vertreten gewesen. Die Grünen erreichten in etwa ihr Ergebnis von 2009, die FDP erreichte nur noch die Hälfte des damaligen Ergebnisses und erzielte zusammen mit der NPD einen Anteil von vier Prozent an den gültigen Stimmen.
Die Wahlbeteiligung war mit 49,1 % so hoch wie seit 1999 nicht mehr. Es waren wieder rund 32.800 Menschen stimmberechtigt. Mit 2,2 % war der Anteil der ungültigen Stimmen so tief wie noch nie seit 1990.

### 2019
| Wahlberechtigte | Wahlbeteiligung | Ungültige Stimmzettel | Ergebnisse der Parteien | Ergebnisse der Parteien | Ergebnisse der Parteien | Ergebnisse der Parteien | Ergebnisse der Parteien | Ergebnisse der Parteien | Ergebnisse der Parteien | Ergebnisse der Parteien | Ergebnisse der Parteien |
| Wahlberechtigte | Wahlbeteiligung | Ungültige Stimmzettel | AfD                     | CDU                     | FWF                     | BfF                     | Linke                   | SPD                     | GRÜNE                   | FDP                     | NPD                     |
| --------------- | --------------- | --------------------- | ----------------------- | ----------------------- | ----------------------- | ----------------------- | ----------------------- | ----------------------- | ----------------------- | ----------------------- | ----------------------- |
| 32.507          | 61,2 %          | 1,7 %                 | 25,9 %                  | 23,3 %                  | 13,2 %                  | 9,0 %                   | 8,3 %                   | 7,5 %                   | 6,3 %                   | 5,6 %                   | 0,7 %                   |

Bei den am 26. Mai 2019 durchgeführten Wahlen zum Stadtrat wurde die CDU erstmals seit 1990 nicht stärkste Kraft. Sie wurde von der AfD abgelöst, die bei ihrer zweiten Teilnahme an Freitaler Stadtratswahlen 25,9 % der Stimmen und damit eine Steigerung um 16,3 %p erreichte, während die CDU 8,6 %p verlor und mit 23,3 % ihr schlechtestes Ergebnis überhaupt seit 1990 einfuhr. Auf den dritten Platz kamen mit 13,3 % die Freien Wähler Freital, die sich in der vorherigen Wahlperiode von den Bürgern für Freital abgespaltet hatten. Mit dem Ergebnis der Bürger für Freital (9 %) kommen beide Wählervereinigungen gemeinsam etwa auf den Wert von 2014. Verluste mussten außerdem Linke, SPD und NPD hinnehmen, Grüne und FDP konnten ihren Stimmanteil steigern.
Mit einer Wahlbeteiligung von 61,2 % wurde die Marke der Wahl von 2014 deutlich übertroffen, es handelt sich um die höchste Wahlbeteiligung seit 1994. Etwa 32.500 Menschen waren wahlberechtigt.

### 2024
| Wahlberechtigte | Wahlbeteiligung | Ungültige Stimmzettel | Ergebnisse der Parteien | Ergebnisse der Parteien | Ergebnisse der Parteien | Ergebnisse der Parteien | Ergebnisse der Parteien | Ergebnisse der Parteien | Ergebnisse der Parteien | Ergebnisse der Parteien | Ergebnisse der Parteien |
| Wahlberechtigte | Wahlbeteiligung | Ungültige Stimmzettel | AfD                     | KM                      | BfF                     | CDU                     | SPD                     | GRÜNE                   | LINKE                   | FDP                     | FS                      |
| --------------- | --------------- | --------------------- | ----------------------- | ----------------------- | ----------------------- | ----------------------- | ----------------------- | ----------------------- | ----------------------- | ----------------------- | ----------------------- |
| 31.725          | 66,6 %          | 1,7 %                 | 26,2 %                  | 23,4 %                  | 17,6 %                  | 14,5 %                  | 5,1 %                   | 4,1 %                   | 4,0 %                   | 2,7 %                   | 2,4 %                   |

Bei der Stadtratswahl am 9. Juni 2024 waren 31.725 Freitaler wahlberechtigt. Die Wahlbeteiligung lag bei 66,6 %, damit erneut höher als bei der vorherigen Wahl und so hoch wie in den vorangegangenen 30 Jahren nicht mehr.
Die AfD blieb wie 2019 stärkste Kraft mit nahezu unverändertem Ergebnis von 26,2 % der gültigen Stimmen. Auf dem zweiten Platz landete die Konservative Mitte, ein Zusammenschluss ehemaliger Stadträte von CDU, Freien Wählern und AfD, der 2022 auch Oberbürgermeister Rumberg zur Wahl aufgestellt hatte. Die Konservative Mitte erreichte 23,4 % der Stimmen. Deutlich verbessert zur letzten Wahl zeigte sich das Wählerbündnis Bürger für Freital, das gemeinsam mit den Freien Wählern angetreten war und 17,6 % erreichte. Die CDU verlor deutlich und erreichte nach dem zweiten Platz 2019 mit 14,5 % nur noch Platz vier. Zwischen vier und fünf Prozent bewegten sich mit verhältnismäßig großen Verlusten die Linken, SPD und die Grünen. Auch die FDP büßte deutlich ein und erlangte nur noch 2,7 % der Stimmen. Die erstmals angetretene rechtsextreme Kleinpartei Freie Sachsen kam auf 2,4 % der Stimmen.

## Ortschaftsratswahlen

### Kleinnaundorf
Die ersten Ortschaftsratswahlen in Kleinnaundorf fanden am 13. Juni 1999 statt. Die Freien Bürger Kleinnaundorf erreichten bei der Wahl 61,8 % der Stimmen und damit 5 Mandate im Ortschaftsrat. Die ebenfalls angetretene CDU erhielt 38,2 % und kam damit auf 3 Mandate. Die Wahlbeteiligung lag bei 54,4 %.
Die zweite Kleinnaundorfer Ortschaftsratswahl am 13. Juni 2004 brachte für die Freien Bürger Kleinnaundorf alle 8 Sitze, da sie 99,9 % der Stimmen erreichten. Ein ebenfalls angetretener Eigenbewerber erhielt nur eine Stimme und damit 0,1 % der Gesamtstimmen. Die Wahlbeteiligung lag bei 50,7 %.
Am 7. Juni 2009 wurde der dritte Kleinnaundorfer Ortschaftsrat gewählt. Nach der Wahl hatten die Freien Bürger Kleinnaundorf wieder alle 8 Sitze inne. Sie erreichten 89,7 % der Stimmen und setzten sich damit gegen die FDP (10,3 %) durch. Die Wahlbeteiligung stieg auf 53,9 %.
Der vierte Kleinnaundorfer Ortschaftsrat wurde in der Wahl am 25. Mai 2014 ermittelt. Erneut gingen alle Sitze an die Freien Bürger Kleinnaundorf, die 90,4 % der abgegebenen Stimmen auf sich vereinen konnten. Ebenfalls angetreten war die SPD. Sie kam auf 9,6 %, was nicht für einen Sitz im Ortschaftsrat reichte. Es gingen 60,2 % der Kleinnaundorfer wählen, ein erneuter Anstieg im Vergleich zu 2009.
Bei der Wahl zum Kleinnaundorfer Ortschaftsrat am 26. Mai 2019 erhielten die Freien Bürger Kleinnaundorf erneut fast alle abgegebenen Stimmen und alle Sitze im Ortschaftsrat. Es traten weitere fünf Eigenbewerber an, die allesamt weniger als fünf Stimmen bekamen und zusammen ein Prozent der Stimmen erreichten. Die Wahlbeteiligung war mit 73,6 % so hoch wie noch nie.
Am 9. Juni 2024 wurde der Kleinnaundorfer Ortschaftsrat erneut gewählt. Die Freien Bürger Kleinnaundorf vereinten auch bei dieser Wahl mit knapp 75 % die meisten Stimmen auf sich, die erstmals mit eigenen Kandidaten angetretene AfD erreichte 15,6 % und die FDP 9,6 %. Damit gehen sechs Sitze an die FBK und je einer an AfD und FDP. Die Wahlbeteiligung erreichte mit 80,3 % einen neuen Rekordwert.
| Jahr | Wahlbeteiligung | FBK  | AfD  | CDU  | FDP  | SPD | sonstige |
| ---- | --------------- | ---- | ---- | ---- | ---- | --- | -------- |
| 1999 | 54,4            | 61,8 | –    | 38,2 | –    | –   | –        |
| 2004 | 50,7            | 99,9 | –    | –    | –    | –   | 0,1      |
| 2009 | 53,9            | 89,7 | –    | –    | 10,3 | –   | –        |
| 2014 | 60,2            | 90,4 | –    | –    | –    | 9,6 | –        |
| 2019 | 73,6            | 99,0 | –    | –    | –    | –   | 1,0      |
| 2024 | 80,3            | 74,8 | 15,6 | –    | 9,6  | –   | –        |

| Jahr | Gesamt | FBK | AfD | CDU | FDP | SPD | sonstige |
| ---- | ------ | --- | --- | --- | --- | --- | -------- |
| 1999 | 8      | 5   | –   | 3   | –   | –   | –        |
| 2004 | 8      | 8   | –   | –   | –   | –   | 0        |
| 2009 | 8      | 8   | –   | –   | 0   | –   | –        |
| 2014 | 8      | 8   | –   | –   | –   | 0   | –        |
| 2019 | 8      | 8   | –   | –   | –   | –   | 0        |
| 2024 | 8      | 6   | 1   | –   | 1   | –   | –        |

### Pesterwitz
In Pesterwitz fand die Ortschaftsratswahl am 13. Juni 1999 statt. Die Bürgerinitiative Pesterwitz trat als einziger Wahlvorschlagsträger an und erhielt damit alle Mandate bei einer Wahlbeteiligung von 70,2 %.
Bei der zweiten Ortschaftsratswahl am 13. Juni 2004 kam die Bürgerinitiative auf 99,5 % der Gesamtstimmen, die übrigen 0,5 % verteilten sich auf mehrere Einzelbewerber. Die Wahlbeteiligung sank auf 64,7 %.
In Pesterwitz wurde die Bürgerinitiative am 7. Juni 2009 erneut stärkste Kraft und erhielt 81,3 % der Stimmen, damit 9 Mandate. Ein Mandat ging an die SPD, die 11 % der Stimmen auf sich vereinte. Die FDP erreichte bei dieser Wahl 7,7 %. Die Wahlbeteiligung sank erneut, auf 62,4 %.
Im Vorfeld der Kommunalwahl am 25. Mai 2014 entstand mit dem Bündnis für Pesterwitz eine neue Wählervereinigung. Dieses erreichte bei der Wahl 44,6 % (5 Mandate), die Bürgerinitiative Pesterwitz nur noch 42,9 % (4 Mandate) und die Liste der SPD 12,5 % (1 Mandat). Die Wahlbeteiligung lag bei 66,7 %.
Das bei der Wahl 2014 erstmals angetretene Bündnis für Pesterwitz erlangte am 26. Mai 2019 mit 99,5 % alle Sitze im Pesterwitzer Ortschaftsrat. Die Bürgerinitiative Pesterwitz und die SPD, die in der ablaufenden Wahlperiode je einen Sitz im Rat hatten, waren nicht mehr angetreten. Ein halbes Prozent verteilte sich auf sonstige Bewerber. Die Wahlbeteiligung erreichte mit 76,1 % einen ähnlich hohen Wert wie in den anderen Ortschaften.
Im Stadtteil Pesterwitz traten 2024 das Bündnis für Pesterwitz und die Grünen an. 93,9 % der Wähler stimmten für die Wählergruppe, während die Grünen 6,1 % der Stimmen und damit einen Sitz im Ortschaftsrat erhielten. Die übrigen neun Sitze blieben beim Bündnis für Pesterwitz. Die Wahlbeteiligung lag bei 80,2 %.
| Jahr | Wahlbeteiligung | BfPw | BIPw | GRÜNE | SPD  | FDP | sonstige |
| ---- | --------------- | ---- | ---- | ----- | ---- | --- | -------- |
| 1999 | 70,2            | –    | 100  | –     | –    | –   | –        |
| 2004 | 64,7            | –    | 99,5 | –     | –    | –   | 0,5      |
| 2009 | 62,4            | –    | 81,3 | –     | 11,0 | 7,7 | –        |
| 2014 | 66,9            | 44,6 | 42,9 | –     | 12,5 | –   | –        |
| 2019 | 76,1            | 99,5 | –    | –     | –    | –   | 0,5      |
| 2024 | 80,2            | 93,9 | –    | 6,1   | –    | –   | –        |

| Jahr | Gesamt | BfPw | BIPw | GRÜNE | SPD | FDP | sonstige |
| ---- | ------ | ---- | ---- | ----- | --- | --- | -------- |
| 1999 | 10     | –    | 10   | –     | –   | –   | –        |
| 2004 | 10     | –    | 10   | –     | –   | –   | 0        |
| 2009 | 10     | –    | 9    | –     | 1   | 0   | –        |
| 2014 | 10     | 5    | 4    | –     | 1   | –   | –        |
| 2019 | 10     | 10   | –    | –     | –   | –   | 0        |
| 2024 | 10     | 9    | –    | 1     | –   | –   | –        |

### Weißig
In Weißig wurde erstmals am 13. Juni 2004 ein Ortschaftsrat gewählt. Bei einer Wahlbeteiligung von 56,9 % erhielt die Wählervereinigung Ortschaftsrat Weißig 99,8 % der Stimmen und alle sechs Sitze. Es gab zwei Eigenbewerber, die jeweils nur eine Stimme, aber trotzdem einen Sitz bekamen.
Der zweite Weißiger Ortschaftsrat setzte sich nach dem 7. Juni 2009 wie folgt zusammen: Die Wählervereinigung Ortschaftsrat Weißig erhielt 60,2 % der Stimmen und damit 5 Sitze im Ortschaftsrat. Pro Weißig vereinte 29,4 % der Stimmen auf sich, was zwei Mandaten entsprach. Einen Sitz erhielt die FDP, die 10,4 % der Gesamtstimmen erhielt. Die Wahlbeteiligung lag mit 58,8 % etwas höher als 2004.
Bei der Ortschaftsratswahl am 25. Mai 2014 trat nur die Wählervereinigung Ortschaftsrat Weißig an. Ihr Wahlvorschlag umfasste allerdings nur sieben Personen, weshalb der achte Sitz an eine zusätzlich eingetragenen Person vergeben wurde. Die Wahlbeteiligung betrug 59,4 %.
Die Wählervereinigung Ortschaftsrat Weißig erlangte dann am 26. Mai 2019 erstmals alle acht Sitze im Ortschaftsrat. Sie konnte 99,8 % der gültigen Stimmen bei einer Wahlbeteiligung von 72,2 % auf sich vereinen. Zwei Eigenbewerber, die jeweils eine Stimme erhielten, kamen zusammen auf 0,2 %.
Der fünfte Weißiger Ortschaftsrat wurde zur Kommunalwahl 2024 bei einer Wahlbeteiligung von 76 % gewählt. Nahezu alle Stimmen und alle Sitze gingen erneut an die Wählervereinigung Ortschaftsrat Weißig.
| Jahr | Wahlbeteiligung | ORW  | ProW | FDP  | sonstige |
| ---- | --------------- | ---- | ---- | ---- | -------- |
| 2004 | 56,9            | 99,8 | –    | –    | 0,2      |
| 2009 | 58,8            | 60,2 | 29,4 | 10,4 | –        |
| 2014 | 59,4            | 96,0 | –    | –    | 4,0      |
| 2019 | 72,2            | 99,8 | –    | –    | 0,2      |
| 2024 | 76,0            | 99,7 | –    | –    | 0,3      |

| Jahr | Gesamt | ORW | ProW | FDP | sonstige |
| ---- | ------ | --- | ---- | --- | -------- |
| 2004 | 8      | 6   | –    | –   | 2        |
| 2009 | 8      | 5   | 2    | 1   | –        |
| 2014 | 8      | 7   | –    | –   | 1        |
| 2019 | 8      | 8   | –    | –   | 0        |
| 2024 | 8      | 8   | –    | –   | 0        |

### Wurgwitz
Die ersten Wahlen zu Ortschaftsräten fanden bei den Kommunalwahlen am 12. Juni 1994 statt. In Freital wurde der Ortschaftsrat Wurgwitz gewählt. Hier erhielt die Bürgerinitiative Wurgwitz alle 8 Mandate, da sie 99 % der Stimmen erreichte. Ein Eigenbewerber erreichte 1 % der Stimmen. Es gingen 68,7 % der Stimmberechtigten zur Wahl.
Bei der zweiten Ortschaftsratswahl am 13. Juni 1999 erreichte die Bürgerinitiative 71 % der gültigen Stimmen und damit 6 Mandate. Die erstmals angetretene CDU kam auf 29 % und erhielt 2 Mandate. Die Wahlbeteiligung lag bei 53,5 % und damit deutlich unter dem Wert der ersten Ortschaftsratswahl.
Am 13. Juni 2004 wurde der dritte Wurgwitzer Ortschaftsrat gewählt. Die Bürgerinitiative Wurgwitz erhielt 79,2 % der Stimmen, 7 Mandate und konnte sich damit im Vergleich zur letzten Wahl steigern. Die CDU erhielt 20,8 % der Gesamtstimmen und damit einen Sitz. Die Wahlbeteiligung betrug 51,4 %.
Mit 89,8 % der Stimmen ging die Bürgerinitiative Wurgwitz als deutlicher Sieger aus der Wahl am 7. Juni 2009 hervor. Sie erhielt alle 8 Sitze im Ortschaftsrat. Es waren außerdem die FDP (5,9 %) und die SPD (4,3 %) angetreten. Von 2061 Stimmberechtigten gingen 49,3 % wählen.
In Wurgwitz setzte sich die Bürgerinitiative bei der Wahl am 25. Mai 2014 mit 91 % gegen die SPD durch, die 9 % der Stimmen erhielt. Damit stellt die Bürgerinitiative für weitere fünf Jahre alle acht Sitze im Ortschaftsrat. Die Wahlbeteiligung lag mit 53 % etwas höher als 2009.
Am 26. Mai 2019, bei der darauffolgenden Wahl, erreichte die BIW zum dritten Mal in Folge, mit ihrem besten Ergebnis, alle Sitze im Rat. Ein halbes Prozent der Stimmen ging an sonstige Bewerber. Die Wahlbeteiligung lag bei 68,7 % und damit am niedrigsten im Vergleich zu den Wahlen in den anderen Ortschaften, aber deutlich höher als noch 2014.
In Wurgwitz sicherte sich 2024 wie schon bei den vorangegangenen Wahlen die Bürgerinitiative Wurgwitz alle Sitze im Ortschaftsrat bei einer Wahlbeteiligung von 72,2 %.
| Jahr | Wahlbeteiligung | BIW  | CDU  | FDP | SPD | sonstige |
| ---- | --------------- | ---- | ---- | --- | --- | -------- |
| 1994 | 68,7            | 99,0 | –    | –   | –   | 1,0      |
| 1999 | 53,3            | 71,0 | 29,0 | –   | –   | –        |
| 2004 | 51,4            | 79,2 | 20,8 | –   | –   | –        |
| 2009 | 49,3            | 89,8 | –    | 5,9 | 4,3 | –        |
| 2014 | 53,0            | 91,0 | –    | –   | 9,0 | –        |
| 2019 | 68,7            | 99,5 | –    | –   | –   | 0,5      |
| 2024 | 72,2            | 99,6 | –    | –   | –   | 0,4      |

| Jahr | Gesamt | BIW | CDU | FDP | SPD | sonstige |
| ---- | ------ | --- | --- | --- | --- | -------- |
| 1994 | 8      | 8   | –   | –   | –   | 0        |
| 1999 | 8      | 6   | 2   | –   | –   | –        |
| 2004 | 8      | 7   | 1   | –   | –   | –        |
| 2009 | 8      | 8   | –   | 0   | 0   | –        |
| 2014 | 8      | 8   | –   | –   | 0   | –        |
| 2019 | 8      | 8   | –   | –   | –   | 0        |
| 2024 | 8      | 8   | –   | –   | –   | 0        |

## Bürgermeisterwahlen
Im Folgenden werden die Ergebnisse der Wahlen zum Bürger- bzw. Oberbürgermeister der Stadt Freital seit 2001 dargestellt.

### 2001
Der bislang seit 1994 amtierende Oberbürgermeister Klaus Pollack (SPD) trat nicht mehr an. Nach der Erstwahl am 10. Juni war eine Stichwahl am 24. Juni 2001 erforderlich, da zunächst kein Kandidat die erforderliche einfache Mehrheit erreichen konnte.
| Bewerber          | Vorschlag         | Ergebnis |
| ----------------- | ----------------- | -------- |
| Klaus Mättig      | CDU               | 47,2 %   |
| Stephan Loge      | SPD               | 33,5 %   |
| Wolfgang Bensch   | PDS               | 10,9 %   |
| Norbert Mayer     | Eigenbew.         | 05,9 %   |
| Ines Kummer       | GRÜNE             | 02,5 %   |
| Wahlberechtigte   | Wahlberechtigte   | 32.498   |
| Wahlbeteiligung   | Wahlbeteiligung   | 45,4 %   |
| ungültige Stimmen | ungültige Stimmen | 1,2 %    |

| Bewerber          | Vorschlag         | Ergebnis |
| ----------------- | ----------------- | -------- |
| Klaus Mättig      | CDU               | 53,7 %   |
| Stephan Loge      | SPD               | 43,9 %   |
| Norbert Mayer     | Eigenbew.         | 02,4 %   |
| Wahlberechtigte   | Wahlberechtigte   | 32.483   |
| Wahlbeteiligung   | Wahlbeteiligung   | 38,1 %   |
| ungültige Stimmen | ungültige Stimmen | 0,6 %    |

### 2008
Zur Wahl am 8. Juni 2008 fanden sich drei Bewerber. Aus der Abstimmung ging der amtierende Oberbürgermeister Klaus Mättig deutlich als Sieger hervor. Etwa die Hälfte aller Wahlberechtigten beteiligte sich, damit mehr als bei den beiden Abstimmungen im Jahr 2001.
| Bewerber          | Vorschlag         | Ergebnis |
| ----------------- | ----------------- | -------- |
| Klaus Mättig      | CDU               | 75,3 %   |
| Chris Meyer       | Eigenbew.         | 17,8 %   |
| Lothar Brandau    | FDP               | 06,9 %   |
| Wahlberechtigte   | Wahlberechtigte   | 32.862   |
| Wahlbeteiligung   | Wahlbeteiligung   | 50,6 %   |
| ungültige Stimmen | ungültige Stimmen | 1,5 %    |

### 2015
Oberbürgermeister Klaus Mättig konnte zur Wahl am 7. Juni 2015 aufgrund der Altersbeschränkung nicht mehr antreten. Für seine Nachfolge bewarben sich sechs Kandidaten. Uwe Rumberg erreichte am 7. Juni 2015 im ersten Wahlgang knapp eine absolute Mehrheit.
| Bewerber              | Vorschlag         | Ergebnis |
| --------------------- | ----------------- | -------- |
| Uwe Rumberg           | CDU               | 51,3 %   |
| Klaus-Dieter Wolframm | SPD               | 12,4 %   |
| Steffen Frost         | AfD               | 11,7 %   |
| Frank Gliemann        | Bürger FTL        | 08,8 %   |
| René Seyfried         | Eigenbew.         | 08,8 %   |
| Michael Richter       | LINKE             | 06,9 %   |
| Wahlberechtigte       | Wahlberechtigte   | 32.742   |
| Wahlbeteiligung       | Wahlbeteiligung   | 46,4 %   |
| ungültige Stimmen     | ungültige Stimmen | 1,2 %    |

### 2022
Zur Wahl des Oberbürgermeisters am 12. Juni 2022 traten, neben Amtsinhaber Rumberg, drei weitere Kandidaten an. Rumberg, während seiner abgelaufenen Amtszeit aus der CDU ausgetreten, wurde bei der Wahl durch den Verein Konservative Mitte aufgestellt, der auch im aktuellen Stadtrat vertreten war. Die CDU unterstützte nun, ebenso wie Grüne und Linke, den Eigenbewerber Steffen Lehmann, Lars Tschirner von den Bürgern für Freital erhielt Unterstützung der SPD. Die FDP stellte mit Stadtrat Peter Weinholtz einen eigenen Kandidaten auf.
Uwe Rumberg gewann die Bürgermeisterwahl mit 60,8 % der gültigen Stimmen vor Tschirner mit 25,1 % und Lehmann mit 11,9 %. Weinholtz erhielt 2,3 % der Stimmen. Ein zweiter Wahlgang wurde somit unnötig. Im Vergleich zur letzten Wahl gewann Rumberg fast zehn Prozentpunkte hinzu.
| Bewerber          | Vorschlag          | Ergebnis |
| ----------------- | ------------------ | -------- |
| Uwe Rumberg       | Konservative Mitte | 60,8 %   |
| Lars Tschirner    | Bürger FTL         | 25,1 %   |
| Peter Weinholtz   | FDP                | 2,3 %    |
| Steffen Lehmann   | Eigenbew.          | 11,9 %   |
| Wahlberechtigte   | Wahlberechtigte    | 32.095   |
| Wahlbeteiligung   | Wahlbeteiligung    | 47,2 %   |
| ungültige Stimmen | ungültige Stimmen  | 0,7 %    |